# Большой Кондратьевский переулок
Большо́й Кондра́тьевский переу́лок — улица в центре Москвы на Пресне между Грузинским переулком и улицей Грузинский Вал.

## Происхождение названия
Большой Кондратьевский, так же как Средний и ныне упразднённый Малый переулки, был назван в XIX веке по имени жившего здесь землевладельца Кондратия Селивёрстова.

## Описание
Большой Кондратьевский проходит в основном по жилой застройке. Начинается от Грузинского переулка севернее Тишинской площади, проходит на северо-восток, затем поворачивает на северо-запад и выходит на Грузинский Вал.
В переулке организовано одностороннее движение от Грузинского переулка к Грузинскому Валу.
Хотя раньше в переулок заезжал автобус 116, но около 20 лет назад этот маршрут был изменён, теперь автобус 116 едет только мимо переулка, не заезжая непосредственно к жилым домам и школе.

## Примечательные здания и сооружения
По нечётной стороне:
- № 3 — Романовская школа, бывш. школа № 1240 (с углубленным изучением иностранных языков), ещё ранее — школа № 22;
- № 5 — детский сад № 652;
- № 9 — Жилой дом. Здесь жил архитектор В. Ф. Жигардлович[1].

По чётной стороне:
- № 4/11 — детский сад № 1931.